# Design instrucional
Design instrucional, Design Educacional ou Projeto Instrucional é o termo comumente usado em português para se referir à engenharia pedagógica e ao desenho do planejamento educacional .
A engenharia pedagógica trata do conjunto de métodos, técnicas e recursos utilizados em processos de ensino-aprendizagem. O termo inglês "instructional design" busca capturar o mesmo significado do francês "ingénierie pédagogique".
Esse campo de estudo trata do ensino-aprendizagem em qualquer contexto, desde o ensino clássico até tendências contemporâneas quanto ao uso de tecnologia, passando pelo treinamento individual, aplicado a empresas ou ainda militar. Emprega-se o design instrucional à concepção de cursos, aulas individuais e à construção de materiais didáticos como impressos, vídeos, softwares ou, de modo mais genérico, qualquer objeto de aprendizagem.
De acordo com Filatro, o design instrucional corresponde à “ação intencional e sistemática de ensino, que envolve o planejamento, o desenvolvimento e a utilização de métodos, técnicas, atividades, materiais, eventos e produtos educacionais em situações didáticas específicas, a fim de facilitar a aprendizagem humana a partir dos princípios de aprendizagem e instrução conhecidos”.

## História
Ao inverter a lógica do pensamento predominante de sua época, atribuindo as consequências como fatores determinantes do comportamento, o psicólogo americano Burrhus Frederic Skinner, dentre outras coisas, revolucionou o modo de se conceber os processos de ensino e de aprendizagem. Seus experimentos e descobertas acerca do condicionamento operante produziram dados empíricos, replicáveis, e resultados efetivos o que despertou o interesse em diversos campos do conhecimento. Na prática, os estudos de Skinner influenciaram desde a metodologia de ensino utilizada em escolas do sistema americano de educação, até o treinamento de soldados do exército dos EUA durante a segunda guerra. Ainda que não existam dados concretos a respeito deste fato, é a este contexto quase atribui o surgimento do conceito de “design instrucional”. Um possível primeiro modelo do que se chamou de “desenho instrucional”, foi desenvolvido pelo exército americano, a partir das descobertas de B.F Skinner sobre o comportamento operante. Este modelo teria sido aplicado ao desenvolvimento e treinamento de soldados para a segunda guerra.
Além da fundamental contribuição de Skinner e da análise do comportamento para o surgimento da ideia de design instrucional, pelo menos dois momentos históricos devem ser citados como marcantes no desenvolvimento do conceito. O primeiro deles é o que os autores da área chamam de “revolução cognitiva”.
O período entre as décadas de 1960, 1970 e 1980, é apontado como um período onde ocorreu uma “revolução” no modo de se conceber a aprendizagem, que teria implicado em uma “superação” do modelo “behaviorista” de design instrucional.
Um segundo momento marcante na história do Design Instrucional, ocorre no fim dos anos 1990 com a popularização das tecnologias computacionais e o nascimento das práticas de ensino à distância, onde o termo começa a aparecer na literatura referindo-se principalmente a profissionais desenvolvedores de e-learning e EAD.
Com o advento da internet e o avanço das tecnologias digitais da informação e comunicação, atualmente o Designer Educacional pode ser considerado um “profissional do futuro”, pois a sua atuação está estritamente conectada com o século XXI, além disso, precisa ter um perfil interdisciplinar e multidisciplinar já que terá que transitar entre os campos da educação, tecnologia, design, comunicação e gestão.
O reconhecimento da profissão também é bastante recente. Apenas em Janeiro de 2009, o Ministério do Trabalho incluiu a profissão de design instrucional na Classificação Brasileira de Ocupações (CBO). O IDI - Instituto de Desenho Instrucional - referência na área de formação deste profissional para o mercado de trabalho, luta desde 2007 na regulamentação da profissão. Segundo a Classificação Brasileira de Ocupações (CBO), o Design Educacional (DE) e Design instrucional (DI) são termos que podem ser considerados como sinônimos. Segundo o International Board of Standards for Training, Performance and Instruction (IBSTPI), o DE "desenvolve projetos educacionais, organiza cursos, gerencia pessoas, cria, desenvolve, escolhe e utiliza tecnologias, ferramentas e soluções para a implementação de programas educacionais formais e corporativos". No Brasil, o primeiro curso de graduação que foi inaugurado foi o Curso Superior em Tecnologia de Design Educacional, sendo o primeiro curso EAD da Universidade Federal de São Paulo. Em 2011 foi criado o primeiro Curso de Especialização em Design Instrucional oferecido pelo Instituto de Desenho Instrucional que já formou mais de 20 mil DI's no Brasil e 8 mil em Portugal tornando-se referência de capacitação para quem busca se desenvolver e atuar como Designer Instrucional.

## Objetivos
Faz parte dos objetivos do design educacional obter os melhores resultados possíveis nos seguintes tópicos:
- Transferência de informações, assegurando não-ambiguidade e clareza de compreensão;
- Retenção de conteúdo, permitindo uso posterior da informação;
- Desenvolvimento de habilidades, como capacidade de resolver problemas;
- Curadoria e atualização de conteúdos e recursos tecnológicos;
- Eficiência no uso de recursos, tratando custo e disponibilidade de materiais e tecnologias.

Esses objetivos requerem tratar a influência de diversos aspectos e fatores envolvidos em uma situação de ensino-aprendizagem.
Diferentes teorias de ensino-aprendizagem dão margem a diferentes abordagens em sala de aula e, por conseguinte, devem moldar o material didático utilizado. Considerações de fundo cognitivo e psicológico podem sugerir adaptações específicas na comunicação entre instrutor e aluno. Características sócio-culturais e disponibilidade de recursos também afetam o trabalho: por exemplo, a utilização de computadores é afetada pela aceitação e familiaridade com sua operação, banda de internet e conhecimento de informática. É um profissional que necessita de muita comunicação e articulação com outras áreas para solucionar demandas de formas inovadoras e inesperadas.
A escolha dos objetivos de aprendizagem é um elemento central de todo o processo. Assim, a memorização de informações é mais associada com uma linha comportamentalista (behaviorismo) e em geral requer meios mais simples. Já a análise de um dado conteúdo se identifica com o ensino baseado em problemas e torna indicado o uso de vivências ou, na falta dessa, o emprego de simulações. Objetivos de aprendizagem podem ser identificados, por exemplo, pela taxonomia ou hierarquia de Benjamin Bloom.

## Exemplos
Alguns exemplos de abordagens de engenharia pedagógica são:
- Os trabalhos de Robert Gagné,[10] comumente aplicados com TIC, Tecnologias de Informação e Comunicação.
- O modelo SAT (Systems Approach to Training) das forças armadas americanas;
- O Instructional Development Learning System (IDLS).[11]

## Campo de atuação
De acordo com o CBO o Designer Instrucional
Implementam, avaliam, coordenam e planejam o desenvolvimento de projetos pedagógicos/instrucionais nas modalidades de ensino presencial e/ou a distância; participam da elaboração, implementação e coordenação de projetos de recuperação de aprendizagem, aplicando metodologias e técnicas para facilitar o processo de ensino e aprendizagem. Atuam em cursos acadêmicos e/ou corporativos em todos os níveis de ensino para atender as necessidades dos alunos, acompanhando e avaliando os processos educacionais. Viabilizam o trabalho coletivo, criando e organizando mecanismos de participação em programas e projetos educacionais, facilitando o processo comunicativo entre a comunidade escolar e as associações a ela vinculadas. Atuam no contexto clínico, avaliando as funções cognitivas, motoras e de interação social dos clientes e promovendo a reabilitação das funções prejudicadas dos mesmos.
Tal descrição indica a amplitude de atuação do Design Educacional que, equivocadamente, é associada somente a EaD ou uso de TIC's. O Design Educacional é um profissional que tem por finalidade o desenvolvimento de processos educativos eficazes e coerentes com as necessidades dos sujeitos ativos do processo educativo (alunos e professores). Atualmente a EaD e o ensino mediado pelas novas tecnologias de informação e comunicação tem sido o principal campo de atuação do Designer Instrucional. Nesse segmento o profissional deve conceber o "desenho" do processo educativo, conciliando os conteúdos pedagógicos específicos trazidos pelos professores e/ou especialistas com os recursos de informação e comunicação.

## Material tradicional X material instrucional
Por influência da Teoria Comportamental, que entende a aprendizagem como mudança de comportamento conceituada por meio da equação "Estímulo->Resposta->Consequência" (Tríplice Contingência) – há  muitos anos e ainda hoje encontramos escolas que acreditam na aula expositiva como estratégia ideal para trabalhar conceitos (teoria), e utilizam-se de exercícios de verificação da aprendizagem como estratégia para o desenvolvimento da prática. São estratégias que exigem do aluno a devolução de todo o conhecimento transmitido pelo professor, ou seja, a reprodução mecânica da teoria. Neste contexto o material didático produzido é formulado para o alcance deste objetivo, priorizando localização de informações, memorização, mecânica de operações – e portanto denominado material tradicional.
Diferente do ensino presencial, onde o professor utiliza o material didático definindo passos da aula e replanejando simultameamente, na EAD os objetivos da aula devem ficar claros desde o início para que o aluno saiba o que se espera com a atividade. Portanto a atividade deve ser significativa – parte central da aula – pois assumirá o caráter interativo encontrado nas aulas presenciais. Daí a relevância do material autoinstrucional que precisa conter as seguintes características:
- Identificar a tarefa;
- Informar os objetivos da aprendizagem;
- Ser formativo – mobilizando habilidades e competências;
- Ser processual – graduando a complexidade das atividades;
- Provocar reflexão sobre a prática;
- Levar a mudança de comportamentos, valores e atitudes.
- Possuir diferentes multimídias para maximizar a aprendizagem;